# 18840 Yoshioba
18840 Yoshioba è un asteroide della fascia principale. Scoperto nel 1999, presenta un'orbita caratterizzata da un semiasse maggiore pari a 2,3886252 UA e da un'eccentricità di 0,0104885, inclinata di 2,63378° rispetto all'eclittica.